# Josef Löwenstein

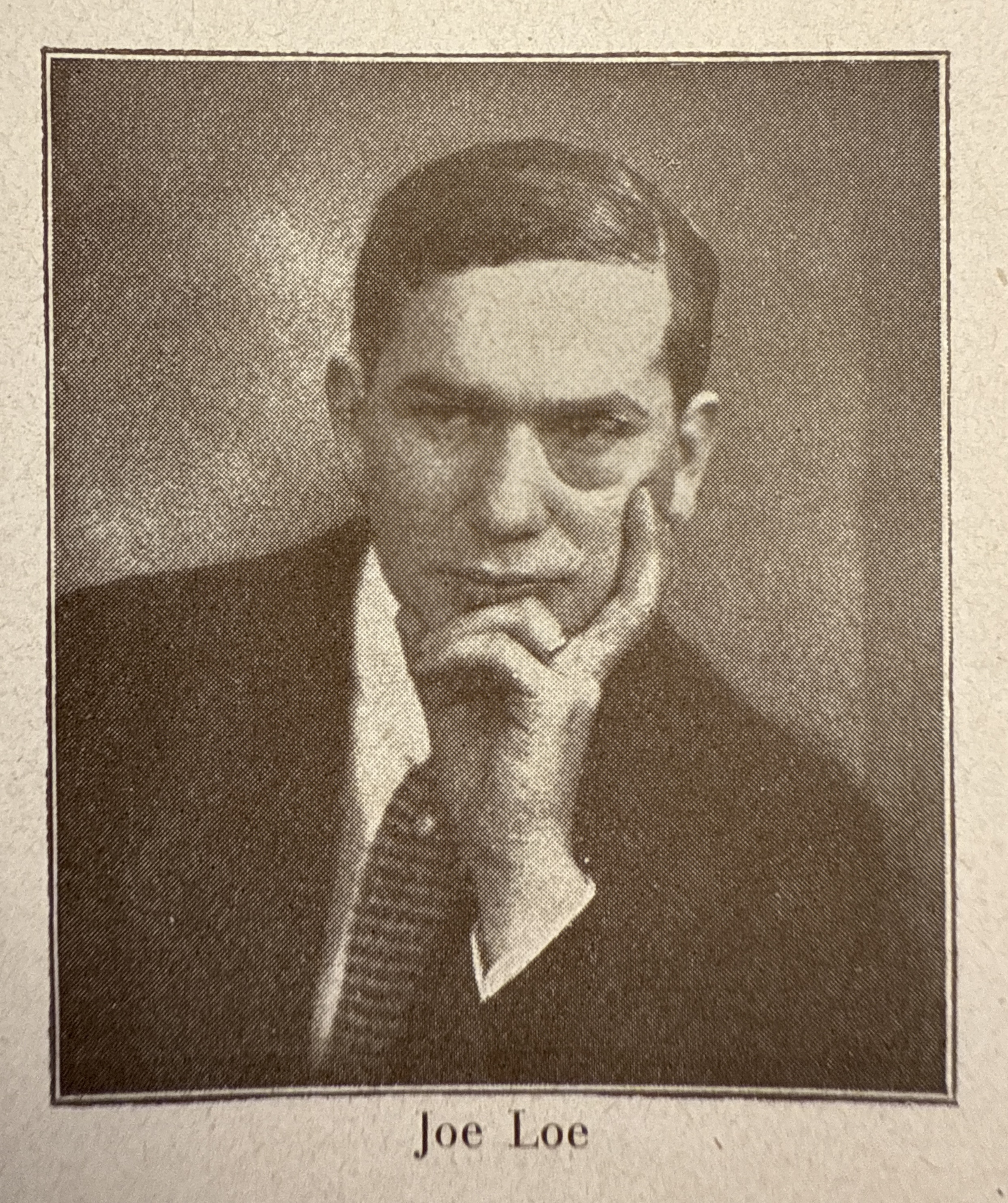
Joe Loe aus einem Foto von 1924

Josef Löwenstein oder Joel Löwenstein oder Joe Loewenstein, Künstlername Joe Loe (geboren 1883 in Mosbach; gestorben nach 1928) war ein deutscher Werbegrafiker und Plakatkünstler.

## Leben
Der in eine Mosbacher jüdische Familie geborene Löwenstein hatte sich mit seiner speziellen Zeichenkunst in den 1920er Jahren einen Namen gemacht. Im selben Jahrzehnt gestaltete er beispielsweise Buchumschläge und betrieb in Berlin-Schöneberg ein Reklamebüro.

## Bekannte Werke (Auswahl)

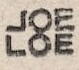
Künstlersignatur „JOE LOE“

- Um 1912: Entwurf eines Blumenmusters für eine auf einer Postkarte gedruckte Werbung der Salamander Schuhgesellschaft um den Slogan (im Oval): „Der Salamander Stiefel ist überall beliebt“[1]